# Cristóbal Muñoz (Fußballspieler, 2002)
Cristóbal Renato Muñoz Nieri (* 21. Januar 2002 in Santiago) ist ein chilenischer Fußballspieler auf der Position eines Stürmers.

## Karriere
Cristóbal Muñoz kam 2012 in die Jugend von Universidad de Chile und durchlief die Jugendteams bis zu seinem Profidebüt im März 2021 im Alter von 19 Jahren. Dort kam er in der Copa Libertadores 2021 zum Einsatz, nachdem ein Großteil der Profimannschaft wegen der COVID-19-Pandemie Quarantäne verordnet bekommen hatte. Um regelmäßig Einsatzzeit zu bekommen, verlieh ihn der Verein 2024 an Deportes Santa Cruz, bei dem er in zehn Spielen vier Tore erzielte. Im Januar 2025 wurde er an Unión San Felipe verliehen.

## Erfolge
Universidad de Chile
- Chilenischer Pokalsieger: 2024